# De zwaneburcht
De zwaneburcht is het negenentwintigste stripverhaal uit de reeks van De Rode Ridder. Het is geschreven door Willy Vandersteen en getekend door Frank Sels. De eerste albumuitgave was in 1966.

## Het verhaal
Sagob, een Perzisch koopman, komt terecht op Camelot. Als blijkt dat zijn ring ooit toebehoorde aan een vriend van Merlijn wordt hij boos en verlaat hij het kasteel. Johan en Lancelot gaan op onderzoek uit. Ze worden echter in een hinderlaag gelokt door Sagob en enkele Vikingen. Ze kunnen vluchten en belanden op een vervallen slot. Vreemd genoeg lijkt het slot bewaakt te worden door de zwanen die eromheen zwemmen. De Vikingen en Sagob vinden de burcht en een belegering begint. Met behulp van de zwanen en enkele mysterieuze voorvallen kunnen Lancelot en Johan de belagers echter afslaan. Ze ontdekken dat ze geholpen werden door drie jonkvrouwen die onder de burcht leven. Lancelot probeert hulp te halen, maar wordt gevangengenomen. Plots duikt Merlijn echter op, die met behulp van enkele soldaten Sagob weet te doden en de Vikingen te verjagen.